# Påvliga lägenheterna

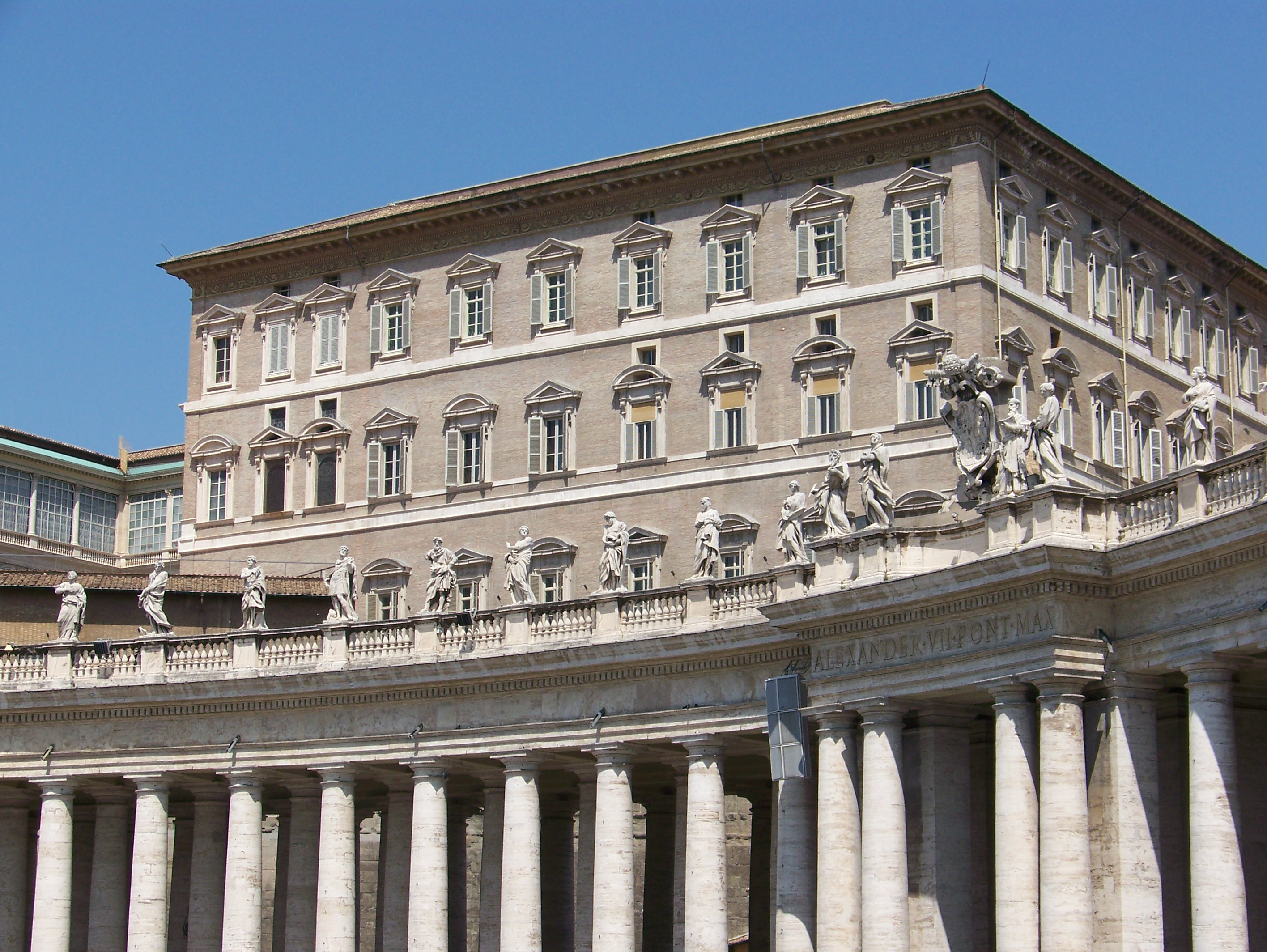
Appartamento papale.

Påvliga lägenheterna (latin: appartamento papale, även appartamento nobile eller appartamento pontifici) är den inofficiella benämningen på en samling lägenheter, både privata och statliga, som omsluter gården Cortile de Sisto V om två sidor på tredje våningen (högsta våningen) i Vatikanpalatset i Vatikanstaten i Rom.
Sedan 1600-talet har de påvliga lägenheterna varit officiellt residens för romersk-katolska kyrkans påve i hans andliga kapacitet (Summus Pontifex). Före 1870 var dessutom Quirinalpalatset, som numera är det officiella residenset för Italiens president, officiellt residens för påven i hans världsliga egenskap som Kyrkostatens statschef.
Lägenheterna omfattar ett tiotal stora rum med en vestibul, ett kontor för den påvliga sekreteraren, påvens privata kontor, påvens sovrum i byggnadens hörn, ett läkarrum, en matsal, ett litet vardagsrum och kök.